# اس‌اس برگنفجرد
اس‌اس برگنفجرد (به انگلیسی: SS Bergensfjord) یک کشتی بود که طول آن ۵۱۲٫۱ فوت (۱۵۶٫۱ متر) بود. این کشتی در سال ۱۹۱۳ ساخته شد.